# Червоночубик вогнистий
Червоночу́бик вогнистий (Coryphospingus cucullatus) — вид горобцеподібних птахів родини саякових (Thraupidae). Мешкає в Південній Америці.

## Опис

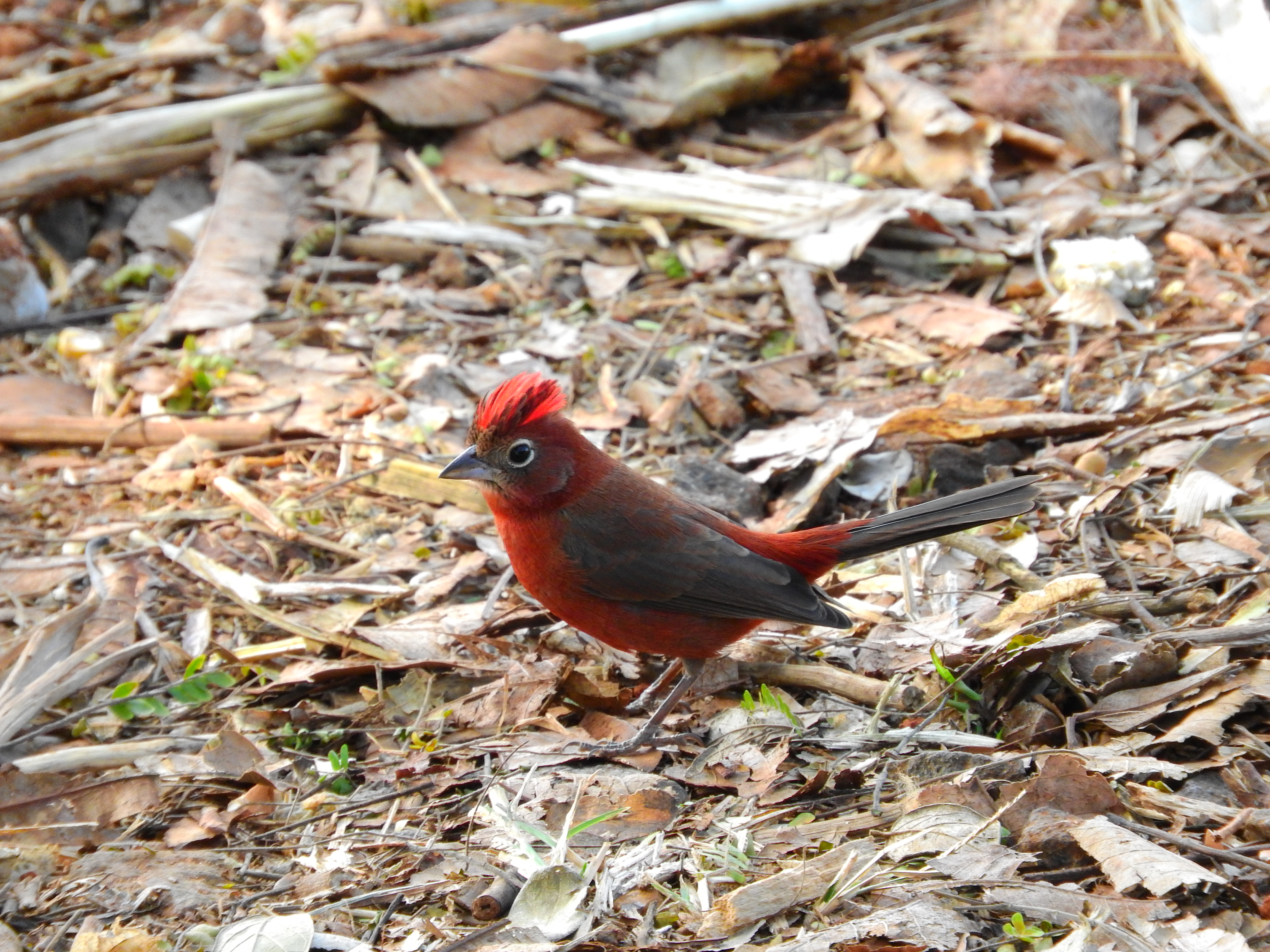
Самець вогнистого червоночубика

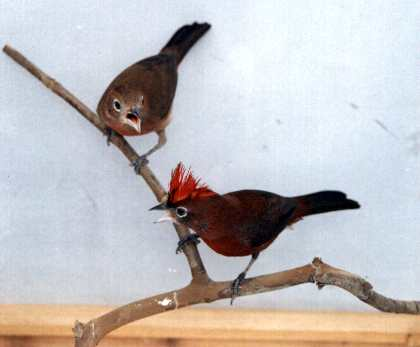
Пара вогнистих червоночубиків

Довжина птаха становить 13,5 см, довжина хвоста 57 мм, вага 11-18 г. У самців верхня частина тіла темно-червонувато-коричнева, крила бурі, хвіст чорнуватий. Обличчя червонувато-коричневе, груди і живіт темно-червоні. Навколо очей білі кільця. На голові помітний яскраво-червоний чуб з чорнуватим V-подібним краєм, який стає дибки при збудженні. Дзьоб конічної форми, темний, знизу світліший. Самиці мають більш коричневе забарвлення, горло у них біле, решта нижньої частини тіла темно-рожева, надхвістя червонувате, хвіст чорнуватий, чуб на голові відсутній.

## Підвиди
Виділяють три підвиди:
- C. c. cucullatus (Müller, PLS, 1776) — Гвіана і північний схід Бразилії;
- C. c. rubescens (Swainson, 1825) — центральна і південна Бразилія. східний Парагвай, північно-східна Аргентина і Уругвай;
- C. c. fargoi Brodkorb, 1938 — південний схід Еквадору, локально в Перу, Болівія, захід Парагваю і північ Аргентини.

## Поширення і екологія
Вогнисті червоночубики мешкають в Гаяні, Суринамі, Французькій Гвіані, Еквадорі, Перу, Болівії, Аргентині, Парагваї і Уругваї. Вони живуть в сухих чагарникових заростях і рідколіссях, зокрема в регіоні Гран-Чако. Зустрічаються поодинці, парами або невеликими зграйками, на висоті до 2000 м над рівнем моря. Живляться насінням і комахами, яких ловлять в польоті або шукають на землі. 
Сезон розмноження у вогнистих червоночубиків триває з вересня по лютий. Гніздо чашоподібне, діаметром 55 мм і глибиною 35 мм, робиться парою птахів з переплетених рослинних волокон, лишайників, жилок з листя і павутиння, встелюється м'якими матеріалом — сухою травою, сухим листям, корінцями, ватою тощо. В кладці від 3 до 5 білих яєць. Інкубаційний період триває 13-14 днів, насиджують самиці. Пташенята покидають гніздо через 35 днів після вилуплення, за ними доглядають і самиці і самці. Вони годують пташенят насінням, черв'яками, бджолами, метеликами та іншими комахами. За сезон може вилупитися 2-3 виводки.